# Chondrosia
Chondrosia é um gênero de esponja marinha da família Chondrillidae.

## Espécies
- Chondrosia chucalla de Laubenfels, 1954
- Chondrosia collectrix (Schmidt, 1870)
- Chondrosia corticata Thiele, 1900
- Chondrosia debilis Thiele, 1900
- Chondrosia plebeja Schmidt, 1868
- Chondrosia ramsayi Lendenfeld, 1885
- Chondrosia reniformis Nardo, 1847
- Chondrosia reticulata (Carter, 1886)
- Chondrosia rugosa Hentschel, 1909
- Chondrosia spurca Carter, 1887